# Taureau de Wall Street
Le Taureau de Wall Street (en anglais Charging Bull, Wall Street Bull ou Bowling Green Bull) est une sculpture  en bronze de l'artiste italien Arturo Di Modica située au Bowling Green Park, près de la bourse de New York (Wall Street) aux États-Unis.

## Généralités

### Construction et installation
La fabrication de la sculpture de bronze a coûté 360 000 USD à l’artiste Di Modica. Elle a été installée par son auteur en face de la bourse de New York après le krach boursier de 1987, comme un symbole de la « force et la puissance du peuple ». Son installation est illégale car effectuée sans autorisation de la ville. Dans un acte se présentant comme relevant de « l’art de la guérilla », Di Modica a transporté par camion sa sculpture du taureau le 15 décembre 1989 à Lower Manhattan. Il l’a déposée sous un arbre de Noël, face à la bourse de New York, tel un cadeau de Noël pour les New-Yorkais. La police a aussitôt saisi la sculpture et l’a placée dans une fourrière. Le taureau de Wall Street n’a pas disparu longtemps, le New York City Department of Parks and Recreation lui a permis d’être transféré vers son emplacement actuel, sur la place du Bowling Green, à deux blocs au sud de la Bourse.

### Œuvre
La sculpture pèse 3,2 tonnes, mesure 3,4 mètres de haut et 4,9 mètres de long. Selon l'artiste, la sculpture est le symbole de la force, du pouvoir et de l'espoir du peuple américain pour le futur. Il incarne les hausses de la bourse : en effet, les taureaux chargent toujours du bas vers le haut. À l’origine, l’expression « bullish » en anglais signifie hausse de la bourse. Le pied droit du taureau est dirigé vers l’avant, vers Wall Street, ce qui suggère qu’il est en mouvement, en mouvement financièrement. La tête baissée et les narines évasées signifient qu’il charge ; dans ce cas-ci, il charge dans la zone commerciale.

### Lieu touristique
Dès le premier jour où la sculpture a été mise en place à Bowling Green, elle a obtenu un succès immédiat. C’est l’une des œuvres les plus photographiées de la ville de New York. Les touristes posent constamment à ses côtés et aiment aussi l’escalader. 
Selon une tradition populaire, gratter le nez et saisir les cornes apporte la joie et les testicules du taureau apporte la chance.

### Propriété
La statue appartient à Arturo Di Modica et non à la municipalité de New York : elle bénéficie, en théorie, d'un permis autorisant son exposition temporaire sur la propriété de la ville. Les expositions d'œuvres d'art temporaires sont normalement limitées à un an. Ce permis ayant été délivré en 1989, elle devrait normalement avoir disparu de Bowling Green Park mais elle est devenue une attraction touristique et par conséquent est considérée par les autorités et la population new-yorkaise comme étant un monument permanent de la ville.
En 2004, l'artiste annonce que la statue est à vendre à condition que l'acquéreur s'engage à ne pas la déplacer de Bowling Green Park.

### «Vandalisme»
La sculpture du taureau avec ses testicules étant très masculinement connotée, l'artiste Kristen Visbal érige en face d'elle, en 2017, la sculpture d'une fillette s'opposant au taureau, et titrée Fearless Girl (La Fille sans peur).  Cette initiative est perçue comme relevant de la symbolique féministe par les uns, dont la Mairie qui en autorise l'exposition prolongée au-delà de la semaine initialement prévue, tandis que pour d'autres, dont Arturo di Modica qui menace de retirer son œuvre, il s'agirait de vandalisme. La sculpture de La Fille sans peur est déplacée fin 2018 en face du New York Stock Exchange.

## Au cinéma
La sculpture apparaît à la fin du film Don't Look Up : Déni cosmique (2021), flottant dans l'espace.